# Noriyuki Abe
Noriyuki Abe (阿 部 記 之 (dawniej 阿 部 紀 之), Abe Noriyuki, ur. 19 lipca 1961 w Kioto) – japoński twórca scenariuszy anime, reżyser dźwięku i reżyser najbardziej znany ze współpracy ze Studio Pierrot przy serialach takich jak Yu Yu Hakusho, Ninku, Rekka no Honō oraz Bleach. Ten pierwszy zdobył nagrodę Animage Anime Grand Prix w 1993 i 1994 roku.

## Twórczość
- Norakuro-kun (1987 – serial telewizyjny), reżyser
- Karakuri Kengō Den Musashi Rōdo (1990 – serial telewizyjny), scenorys, reżyser
- Ore wa Chokkaku (1991 – serial telewizyjny), reżyser
- Yu Yu Hakusho: Ghost Files (1992 – serial telewizyjny), scenorys, reżyser, reżyser animacji
  - Yu Yu Hakusho: The Movie (1993 – film), reżyser
  - Yu Yu Hakusho the Movie: Poltergeist Report (1994 – film), nadzór
- Ninku (1995 – serial telewizyjny), reżyser, scenorys
  - Ninku: The Movie (1995 – film), reżyser, scenorys
- Midori no Makibaō (1996 – serial telewizyjny), reżyser
- Rekka no Honō (1997 – serial telewizyjny), reżyser, scenorys
- Saber Marionette X (1998 – serial telewizyjny), scenorys (odc. 16)
- Chiisana Kyojin Microman (1999 – serial telewizyjny), reżyser
- Great Teacher Onizuka (1999 – serial telewizyjny), reżyser, scenorys, reżyser dźwięku
- Seikai no Senki (2000 – serial telewizyjny), scenorys
- Gakkō no Kaidan (2000 – serial telewizyjny), reżyser, reżyser dźwięku
- Super Gals! Kotobuki Ran (2001 – serial telewizyjny), scenorys (odc. 5, 8)
- Seikai no Senki II (2001 – serial telewizyjny), scenorys
- Tokyo Mew Mew (2002 – serial telewizyjny), reżyser, reżyser dźwięku
- Tantei Gakuen Kyū (2003 – serial telewizyjny), reżyser, scenorys
- Bleach (2004 – serial telewizyjny), reżyser, scenorys, reżyser techniczny
  - Bleach: Memories in the Rain (2004 OVA), reżyser
  - Bleach: The Sealed Sword Frenzy (2005 OVA), reżyser
  - Bleach: Memories of Nobody (2006 – film), reżyser, scenorys[3]
  - Bleach: The DiamondDust Rebellion (2007 – film), reżyser, scenorys
  - Bleach: Fade to Black (2008 – film), reżyser[4][5]
  - Bleach: Hell Verse (2010 – film), reżyser
- Kuroshitsuji: Book of Circus (2014 – serial telewizyjny), reżyser
  - Kuroshitsuji: Book of Murder (2014 OVA), reżyser
  - Kuroshitsuji: Book of the Atlantic (2017 – film), reżyser
- Arslan Senki (2015 – serial telewizyjny), reżyser
  - Arslan senki: Fūjin ranbu (2016 – serial telewizyjny), reżyser
- Divine Gate (2016 – serial telewizyjny), reżyser
- Boruto: Naruto Next Generations (2017 – serial telewizyjny), reżyser (odc. 1–104)
- Nanatsu no Taizai: Tenkū no Torawarebito (2018 – film), reżyser
- Kochoki: Wakaki Nobunaga (2019 – serial telewizyjny), reżyser[6]
- Arad Senki: The Wheel of Reversal (2020), reżyser[7]